# Ходжакасби
Ходжакасби (узб. Xoʻjakasbi / Хўжакасби) — посёлок городского типа, расположенный на территории Касбийского района Кашкадарьинской области Республики Узбекистан.

Статус посёлка городского типа с 2009 года.